# Vuelta a Andalucía 2020
Vuelta a Andalucía 2020 var den 66. udgave af det spanske landevejscykelløb i regionen Andalusien. Løbet foregik i perioden 19. til 23. februar 2020. Løbet var en del af UCI ProSeries 2020 og var i kategorien 2.Pro. Den samlede vinder af løbet blev danske Jakob Fuglsang fra Astana Pro Team for andet år i træk.

## Hold og ryttere
| UCI WorldTeams (8)- Astana - Lotto Soudal - Jumbo-Visma - Mitchelton-Scott - AG2R La Mondiale - UAE Team Emirates - Bahrain McLaren - Movistar Team UCI ProTeams (12)- Riwal Readynez - Sport Vlaanderen-Baloise - Alpecin-Fenix - Gazprom-RusVelo - Burgos-BH - Euskaltel-Euskadi - B&B Hotels-Vital Concept p/b KTM - Circus-Wanty Gobert - Total Direct Énergie - Caja Rural-Seguros RGA - Arkéa-Samsic - Bingoal-Wallonie Bruxelles UCI Kontinentalhold- Equipo Kern Pharma |
| |

### Danske ryttere
- Jakob Fuglsang kørte for Astana Pro Team
- Christoffer Lisson kørte for Riwal Readynez Cycling Team
- Rasmus Quaade kørte for Riwal Readynez Cycling Team

## Etaperne
| Etape    | Dato     | Start – Mål                      | type              | Afstand (km) | Etapevinder     | Førende rytter |
| -------- | -------- | -------------------------------- | ----------------- | ------------ | --------------- | -------------- |
| 1. etape | 19. feb. | Alhaurín de la Torre – Grazalema | bjergetape        | 173,8        | Jakob Fuglsang  | Jakob Fuglsang |
| 2. etape | 20. feb. | Sevilla – Iznájar                | flad etape        | 198,1        | Gonzalo Serrano | Jakob Fuglsang |
| 3. etape | 21. feb. | Jaén – Úbeda                     | bjergetape        | 175,9        | Jakob Fuglsang  | Jakob Fuglsang |
| 4. etape | 22. feb. | Villanueva Mesía – Granada       | middel bjergetape | 120          | Jack Haig       | Jakob Fuglsang |
| 5. etape | 23. feb. | Mijas – Mijas                    | enkeltstart       | 13           | Dylan Teuns     | Jakob Fuglsang |

### 1. etape
| Alhaurín de la Torre - Grazalema | bjergetape | (173,8 km) |

| \| Etaperesultat \| Etaperesultat \| Etaperesultat \| Etaperesultat \| Etaperesultat \| \| Rytter \| Rytter \| Hold \| Tid \| \| \| ------------- \| ---------------- \| ----------------- \| ------------- \| ------------- \| \| 1. \| Jakob Fuglsang \| Astana \| 4t 41' 08" \| \| \| 2. \| Mikel Landa \| Bahrain McLaren \| + 6" \| \| \| 3. \| Dylan Teuns \| Bahrain McLaren \| + 25" \| \| \| 4. \| Jack Haig \| Mitchelton-Scott \| + 27" \| \| \| 5. \| Pello Bilbao \| Bahrain McLaren \| + 27" \| \| \| 6. \| Jon Izagirre \| Astana \| + 30" \| \| \| 7. \| Chris Harper \| Jumbo-Visma \| + 54" \| \| \| 8. \| David de la Cruz \| UAE Team Emirates \| + 1' 03" \| \| \| 9. \| Harm Vanhoucke \| Lotto-Soudal \| + 1' 03" \| \| \| 10. \| Rubén Fernández \| Fundación-Orbea \| + 1' 07" \| \| |                  |                   |            |
| |                  |                   |            |
| |                  |                   |            |
| Etaperesultat |                  |                   |            |
| Rytter | Rytter           | Hold              | Tid        |
| 1. | Jakob Fuglsang   | Astana            | 4t 41' 08" |
| 2. | Mikel Landa      | Bahrain McLaren   | + 6"       |
| 3. | Dylan Teuns      | Bahrain McLaren   | + 25"      |
| 4. | Jack Haig        | Mitchelton-Scott  | + 27"      |
| 5. | Pello Bilbao     | Bahrain McLaren   | + 27"      |
| 6. | Jon Izagirre     | Astana            | + 30"      |
| 7. | Chris Harper     | Jumbo-Visma       | + 54"      |
| 8. | David de la Cruz | UAE Team Emirates | + 1' 03"   |
| 9. | Harm Vanhoucke   | Lotto-Soudal      | + 1' 03"   |
| 10. | Rubén Fernández  | Fundación-Orbea   | + 1' 07"   |

| \| Samlede stilling \| Samlede stilling \| Samlede stilling \| Samlede stilling \| Samlede stilling \| \| Rytter \| Rytter \| Hold \| Tid \| \| \| ---------------- \| ---------------- \| ----------------- \| ---------------- \| ---------------- \| \| 1. \| Jakob Fuglsang \| Astana \| 4t 41' 08" \| \| \| 2. \| Mikel Landa \| Bahrain McLaren \| + 6" \| \| \| 3. \| Dylan Teuns \| Bahrain McLaren \| + 25" \| \| \| 4. \| Jack Haig \| Mitchelton-Scott \| + 27" \| \| \| 5. \| Pello Bilbao \| Bahrain McLaren \| + 27" \| \| \| 6. \| Jon Izagirre \| Astana \| + 30" \| \| \| 7. \| Chris Harper \| Jumbo-Visma \| + 54" \| \| \| 8. \| David de la Cruz \| UAE Team Emirates \| + 1' 03" \| \| \| 9. \| Harm Vanhoucke \| Lotto-Soudal \| + 1' 03" \| \| \| 10. \| Rubén Fernández \| Fundación-Orbea \| + 1' 07" \| \| |                  |                   |            |
| |                  |                   |            |
| |                  |                   |            |
| Samlede stilling |                  |                   |            |
| Rytter | Rytter           | Hold              | Tid        |
| 1. | Jakob Fuglsang   | Astana            | 4t 41' 08" |
| 2. | Mikel Landa      | Bahrain McLaren   | + 6"       |
| 3. | Dylan Teuns      | Bahrain McLaren   | + 25"      |
| 4. | Jack Haig        | Mitchelton-Scott  | + 27"      |
| 5. | Pello Bilbao     | Bahrain McLaren   | + 27"      |
| 6. | Jon Izagirre     | Astana            | + 30"      |
| 7. | Chris Harper     | Jumbo-Visma       | + 54"      |
| 8. | David de la Cruz | UAE Team Emirates | + 1' 03"   |
| 9. | Harm Vanhoucke   | Lotto-Soudal      | + 1' 03"   |
| 10. | Rubén Fernández  | Fundación-Orbea   | + 1' 07"   |

### 2. etape
| Sevilla - Iznájar | flad etape | (198,1 km) |

| \| Etaperesultat \| Etaperesultat \| Etaperesultat \| Etaperesultat \| Etaperesultat \| \| Rytter \| Rytter \| Hold \| Tid \| \| \| ------------- \| ----------------- \| ------------------------ \| ------------- \| ------------- \| \| 1. \| Gonzalo Serrano \| Caja Rural-Seguros RGA \| 5t 07' 49" \| \| \| 2. \| Juan José Lobato \| Fundación-Orbea \| + 2" \| \| \| 3. \| Dylan Teuns \| Bahrain McLaren \| + 2" \| \| \| 4. \| Clément Venturini \| AG2R La Mondiale \| + 4" \| \| \| 5. \| Jack Haig \| Mitchelton-Scott \| + 4" \| \| \| 6. \| Jakob Fuglsang \| Astana \| + 4" \| \| \| 7. \| Edward Planckaert \| Sport Vlaanderen-Baloise \| + 4" \| \| \| 8. \| Jon Izagirre \| Astana \| + 4" \| \| \| 9. \| Andrea Pasqualon \| Circus-Wanty Gobert \| + 4" \| \| \| 10. \| Marc Soler \| Movistar Team \| + 4" \| \| |                   |                          |            |
| |                   |                          |            |
| |                   |                          |            |
| Etaperesultat |                   |                          |            |
| Rytter | Rytter            | Hold                     | Tid        |
| 1. | Gonzalo Serrano   | Caja Rural-Seguros RGA   | 5t 07' 49" |
| 2. | Juan José Lobato  | Fundación-Orbea          | + 2"       |
| 3. | Dylan Teuns       | Bahrain McLaren          | + 2"       |
| 4. | Clément Venturini | AG2R La Mondiale         | + 4"       |
| 5. | Jack Haig         | Mitchelton-Scott         | + 4"       |
| 6. | Jakob Fuglsang    | Astana                   | + 4"       |
| 7. | Edward Planckaert | Sport Vlaanderen-Baloise | + 4"       |
| 8. | Jon Izagirre      | Astana                   | + 4"       |
| 9. | Andrea Pasqualon  | Circus-Wanty Gobert      | + 4"       |
| 10. | Marc Soler        | Movistar Team            | + 4"       |

| \| Samlede stilling \| Samlede stilling \| Samlede stilling \| Samlede stilling \| Samlede stilling \| \| Rytter \| Rytter \| Hold \| Tid \| \| \| ---------------- \| ---------------- \| ----------------- \| ---------------- \| ---------------- \| \| 1. \| Jakob Fuglsang \| Astana \| 9t 49' 01" \| \| \| 2. \| Mikel Landa \| Bahrain McLaren \| + 6" \| \| \| 3. \| Dylan Teuns \| Bahrain McLaren \| + 23" \| \| \| 4. \| Jack Haig \| Mitchelton-Scott \| + 27" \| \| \| 5. \| Jon Izagirre \| Astana \| + 30" \| \| \| 6. \| Pello Bilbao \| Bahrain McLaren \| + 30" \| \| \| 7. \| Chris Harper \| Jumbo-Visma \| + 1' 00" \| \| \| 8. \| Harm Vanhoucke \| Lotto-Soudal \| + 1' 09" \| \| \| 9. \| Rubén Fernández \| Fundación-Orbea \| + 1' 13" \| \| \| 10. \| David de la Cruz \| UAE Team Emirates \| + 1' 14" \| \| |                  |                   |            |
| |                  |                   |            |
| |                  |                   |            |
| Samlede stilling |                  |                   |            |
| Rytter | Rytter           | Hold              | Tid        |
| 1. | Jakob Fuglsang   | Astana            | 9t 49' 01" |
| 2. | Mikel Landa      | Bahrain McLaren   | + 6"       |
| 3. | Dylan Teuns      | Bahrain McLaren   | + 23"      |
| 4. | Jack Haig        | Mitchelton-Scott  | + 27"      |
| 5. | Jon Izagirre     | Astana            | + 30"      |
| 6. | Pello Bilbao     | Bahrain McLaren   | + 30"      |
| 7. | Chris Harper     | Jumbo-Visma       | + 1' 00"   |
| 8. | Harm Vanhoucke   | Lotto-Soudal      | + 1' 09"   |
| 9. | Rubén Fernández  | Fundación-Orbea   | + 1' 13"   |
| 10. | David de la Cruz | UAE Team Emirates | + 1' 14"   |

### 3. etape
| Jaén - Úbeda | bjergetape | (175,9 km) |

| \| Etaperesultat \| Etaperesultat \| Etaperesultat \| Etaperesultat \| Etaperesultat \| \| Rytter \| Rytter \| Hold \| Tid \| \| \| ------------- \| ------------------ \| ------------------- \| ------------- \| ------------- \| \| 1. \| Jakob Fuglsang \| Astana \| 4t 33' 25" \| \| \| 2. \| Pello Bilbao \| Bahrain McLaren \| + 0" \| \| \| 3. \| Brandon McNulty \| UAE Team Emirates \| + 1" \| \| \| 4. \| Jon Izagirre \| Astana \| + 4" \| \| \| 5. \| Marc Soler \| Movistar Team \| + 6" \| \| \| 6. \| Dylan Teuns \| Bahrain McLaren \| + 8" \| \| \| 7. \| Jack Haig \| Mitchelton-Scott \| + 8" \| \| \| 8. \| Mikel Landa \| Bahrain McLaren \| + 8" \| \| \| 9. \| Antwan Tolhoek \| Jumbo-Visma \| + 13" \| \| \| 10. \| Maurits Lammertink \| Circus-Wanty Gobert \| + 26" \| \| |                    |                     |            |
| |                    |                     |            |
| |                    |                     |            |
| Etaperesultat |                    |                     |            |
| Rytter | Rytter             | Hold                | Tid        |
| 1. | Jakob Fuglsang     | Astana              | 4t 33' 25" |
| 2. | Pello Bilbao       | Bahrain McLaren     | + 0"       |
| 3. | Brandon McNulty    | UAE Team Emirates   | + 1"       |
| 4. | Jon Izagirre       | Astana              | + 4"       |
| 5. | Marc Soler         | Movistar Team       | + 6"       |
| 6. | Dylan Teuns        | Bahrain McLaren     | + 8"       |
| 7. | Jack Haig          | Mitchelton-Scott    | + 8"       |
| 8. | Mikel Landa        | Bahrain McLaren     | + 8"       |
| 9. | Antwan Tolhoek     | Jumbo-Visma         | + 13"      |
| 10. | Maurits Lammertink | Circus-Wanty Gobert | + 26"      |

| \| Samlede stilling \| Samlede stilling \| Samlede stilling \| Samlede stilling \| Samlede stilling \| \| Rytter \| Rytter \| Hold \| Tid \| \| \| ---------------- \| ---------------- \| ---------------- \| ---------------- \| ---------------- \| \| 1. \| Jakob Fuglsang \| Astana \| 14t 22' 26" \| \| \| 2. \| Mikel Landa \| Bahrain McLaren \| + 14" \| \| \| 3. \| Pello Bilbao \| Bahrain McLaren \| + 30" \| \| \| 4. \| Dylan Teuns \| Bahrain McLaren \| + 31" \| \| \| 5. \| Jon Izagirre \| Astana \| + 34" \| \| \| 6. \| Jack Haig \| Mitchelton-Scott \| + 35" \| \| \| 7. \| Chris Harper \| Jumbo-Visma \| + 1' 23" \| \| \| 8. \| Marc Soler \| Movistar Team \| + 1' 27" \| \| \| 9. \| Rubén Fernández \| Fundación-Orbea \| + 1' 36" \| \| \| 10. \| Harm Vanhoucke \| Lotto-Soudal \| + 1' 36" \| \| |                 |                  |             |
| |                 |                  |             |
| |                 |                  |             |
| Samlede stilling |                 |                  |             |
| Rytter | Rytter          | Hold             | Tid         |
| 1. | Jakob Fuglsang  | Astana           | 14t 22' 26" |
| 2. | Mikel Landa     | Bahrain McLaren  | + 14"       |
| 3. | Pello Bilbao    | Bahrain McLaren  | + 30"       |
| 4. | Dylan Teuns     | Bahrain McLaren  | + 31"       |
| 5. | Jon Izagirre    | Astana           | + 34"       |
| 6. | Jack Haig       | Mitchelton-Scott | + 35"       |
| 7. | Chris Harper    | Jumbo-Visma      | + 1' 23"    |
| 8. | Marc Soler      | Movistar Team    | + 1' 27"    |
| 9. | Rubén Fernández | Fundación-Orbea  | + 1' 36"    |
| 10. | Harm Vanhoucke  | Lotto-Soudal     | + 1' 36"    |

### 4. etape
| Villanueva Mesía - Granada | middel bjergetape | (120 km) |

| \| Etaperesultat \| Etaperesultat \| Etaperesultat \| Etaperesultat \| Etaperesultat \| \| Rytter \| Rytter \| Hold \| Tid \| \| \| ------------- \| --------------- \| ---------------------- \| ------------- \| ------------- \| \| 1. \| Jack Haig \| Mitchelton-Scott \| 3t 07' 35" \| \| \| 2. \| Jakob Fuglsang \| Astana \| + 0" \| \| \| 3. \| Mikel Landa \| Bahrain McLaren \| + 0" \| \| \| 4. \| Brandon McNulty \| UAE Team Emirates \| + 27" \| \| \| 5. \| Jon Izagirre \| Astana \| + 27" \| \| \| 6. \| Dylan Teuns \| Bahrain McLaren \| + 1' 14" \| \| \| 7. \| Marc Soler \| Movistar Team \| + 1' 14" \| \| \| 8. \| Álvaro Cuadros \| Caja Rural-Seguros RGA \| + 1' 14" \| \| \| 9. \| Harm Vanhoucke \| Lotto-Soudal \| + 1' 14" \| \| \| 10. \| Andrej Zejts \| Mitchelton-Scott \| + 1' 14" \| \| |                 |                        |            |
| |                 |                        |            |
| |                 |                        |            |
| Etaperesultat |                 |                        |            |
| Rytter | Rytter          | Hold                   | Tid        |
| 1. | Jack Haig       | Mitchelton-Scott       | 3t 07' 35" |
| 2. | Jakob Fuglsang  | Astana                 | + 0"       |
| 3. | Mikel Landa     | Bahrain McLaren        | + 0"       |
| 4. | Brandon McNulty | UAE Team Emirates      | + 27"      |
| 5. | Jon Izagirre    | Astana                 | + 27"      |
| 6. | Dylan Teuns     | Bahrain McLaren        | + 1' 14"   |
| 7. | Marc Soler      | Movistar Team          | + 1' 14"   |
| 8. | Álvaro Cuadros  | Caja Rural-Seguros RGA | + 1' 14"   |
| 9. | Harm Vanhoucke  | Lotto-Soudal           | + 1' 14"   |
| 10. | Andrej Zejts    | Mitchelton-Scott       | + 1' 14"   |

| \| Samlede stilling \| Samlede stilling \| Samlede stilling \| Samlede stilling \| Samlede stilling \| \| Rytter \| Rytter \| Hold \| Tid \| \| \| ---------------- \| ---------------- \| ----------------- \| ---------------- \| ---------------- \| \| 1. \| Jakob Fuglsang \| Astana \| 17t 30' 01" \| \| \| 2. \| Mikel Landa \| Bahrain McLaren \| + 14" \| \| \| 3. \| Jack Haig \| Mitchelton-Scott \| + 35" \| \| \| 4. \| Jon Izagirre \| Astana \| + 1' 01" \| \| \| 5. \| Pello Bilbao \| Bahrain McLaren \| + 1' 44" \| \| \| 6. \| Dylan Teuns \| Bahrain McLaren \| + 1' 45" \| \| \| 7. \| Marc Soler \| Movistar Team \| + 2' 41" \| \| \| 8. \| Rubén Fernández \| Fundación-Orbea \| + 2' 50" \| \| \| 9. \| Harm Vanhoucke \| Lotto-Soudal \| + 2' 50" \| \| \| 10. \| Brandon McNulty \| UAE Team Emirates \| + 2' 59" \| \| |                 |                   |             |
| |                 |                   |             |
| |                 |                   |             |
| Samlede stilling |                 |                   |             |
| Rytter | Rytter          | Hold              | Tid         |
| 1. | Jakob Fuglsang  | Astana            | 17t 30' 01" |
| 2. | Mikel Landa     | Bahrain McLaren   | + 14"       |
| 3. | Jack Haig       | Mitchelton-Scott  | + 35"       |
| 4. | Jon Izagirre    | Astana            | + 1' 01"    |
| 5. | Pello Bilbao    | Bahrain McLaren   | + 1' 44"    |
| 6. | Dylan Teuns     | Bahrain McLaren   | + 1' 45"    |
| 7. | Marc Soler      | Movistar Team     | + 2' 41"    |
| 8. | Rubén Fernández | Fundación-Orbea   | + 2' 50"    |
| 9. | Harm Vanhoucke  | Lotto-Soudal      | + 2' 50"    |
| 10. | Brandon McNulty | UAE Team Emirates | + 2' 59"    |

### 5. etape
| Mijas - Mijas | enkeltstart | (13 km) |

| \| Etaperesultat \| Etaperesultat \| Etaperesultat \| Etaperesultat \| Etaperesultat \| \| Rytter \| Rytter \| Hold \| Tid \| \| \| ------------- \| ------------------- \| ----------------- \| ------------- \| ------------- \| \| 1. \| Dylan Teuns \| Bahrain McLaren \| 17' 57" \| \| \| 2. \| Jakob Fuglsang \| Astana \| + 17' 57" \| \| \| 3. \| Alexander Edmondson \| Mitchelton-Scott \| + 2" \| \| \| 4. \| Pello Bilbao \| Bahrain McLaren \| + 3" \| \| \| 5. \| Brandon McNulty \| UAE Team Emirates \| + 9" \| \| \| 6. \| Jon Izagirre \| Astana \| + 17" \| \| \| 7. \| Jack Haig \| Mitchelton-Scott \| + 24" \| \| \| 8. \| Chris Harper \| Jumbo-Visma \| + 31" \| \| \| 9. \| Nelson Oliveira \| Movistar Team \| + 32" \| \| \| 10. \| Sonny Colbrelli \| Bahrain McLaren \| + 33" \| \| |                     |                   |           |
| |                     |                   |           |
| |                     |                   |           |
| Etaperesultat |                     |                   |           |
| Rytter | Rytter              | Hold              | Tid       |
| 1. | Dylan Teuns         | Bahrain McLaren   | 17' 57"   |
| 2. | Jakob Fuglsang      | Astana            | + 17' 57" |
| 3. | Alexander Edmondson | Mitchelton-Scott  | + 2"      |
| 4. | Pello Bilbao        | Bahrain McLaren   | + 3"      |
| 5. | Brandon McNulty     | UAE Team Emirates | + 9"      |
| 6. | Jon Izagirre        | Astana            | + 17"     |
| 7. | Jack Haig           | Mitchelton-Scott  | + 24"     |
| 8. | Chris Harper        | Jumbo-Visma       | + 31"     |
| 9. | Nelson Oliveira     | Movistar Team     | + 32"     |
| 10. | Sonny Colbrelli     | Bahrain McLaren   | + 33"     |

## Resultater
| \| Samlede stilling \| Samlede stilling \| Samlede stilling \| Samlede stilling \| Samlede stilling \| \| Rytter \| Rytter \| Hold \| Tid \| \| \| ---------------- \| ---------------- \| ----------------- \| ---------------- \| ---------------- \| \| 1. \| Jakob Fuglsang \| Astana \| 17t 47' 58" \| \| \| 2. \| Jack Haig \| Mitchelton-Scott \| + 59" \| \| \| 3. \| Mikel Landa \| Bahrain McLaren \| + 1' 12" \| \| \| 4. \| Jon Izagirre \| Astana \| + 1' 18" \| \| \| 5. \| Dylan Teuns \| Bahrain McLaren \| + 1' 45" \| \| \| 6. \| Pello Bilbao \| Bahrain McLaren \| + 1' 47" \| \| \| 7. \| Brandon McNulty \| UAE Team Emirates \| + 3' 08" \| \| \| 8. \| Marc Soler \| Movistar Team \| + 3' 21" \| \| \| 9. \| Rubén Fernández \| Fundación-Orbea \| + 3' 33" \| \| \| 10. \| Harm Vanhoucke \| Lotto-Soudal \| + 4' 12" \| \| |                 |                   |             |
| |                 |                   |             |
| Kilde: ProCyclingStats |                 |                   |             |
| Samlede stilling |                 |                   |             |
| Rytter | Rytter          | Hold              | Tid         |
| 1. | Jakob Fuglsang  | Astana            | 17t 47' 58" |
| 2. | Jack Haig       | Mitchelton-Scott  | + 59"       |
| 3. | Mikel Landa     | Bahrain McLaren   | + 1' 12"    |
| 4. | Jon Izagirre    | Astana            | + 1' 18"    |
| 5. | Dylan Teuns     | Bahrain McLaren   | + 1' 45"    |
| 6. | Pello Bilbao    | Bahrain McLaren   | + 1' 47"    |
| 7. | Brandon McNulty | UAE Team Emirates | + 3' 08"    |
| 8. | Marc Soler      | Movistar Team     | + 3' 21"    |
| 9. | Rubén Fernández | Fundación-Orbea   | + 3' 33"    |
| 10. | Harm Vanhoucke  | Lotto-Soudal      | + 4' 12"    |

| Samlede stilling | Samlede stilling | Samlede stilling  | Samlede stilling | Samlede stilling |
| Rytter           | Rytter           | Hold              | Tid              |                  |
| ---------------- | ---------------- | ----------------- | ---------------- | ---------------- |
| 1.               | Jakob Fuglsang   | Astana            | 17t 47' 58"      |                  |
| 2.               | Jack Haig        | Mitchelton-Scott  | + 59"            |                  |
| 3.               | Mikel Landa      | Bahrain McLaren   | + 1' 12"         |                  |
| 4.               | Jon Izagirre     | Astana            | + 1' 18"         |                  |
| 5.               | Dylan Teuns      | Bahrain McLaren   | + 1' 45"         |                  |
| 6.               | Pello Bilbao     | Bahrain McLaren   | + 1' 47"         |                  |
| 7.               | Brandon McNulty  | UAE Team Emirates | + 3' 08"         |                  |
| 8.               | Marc Soler       | Movistar Team     | + 3' 21"         |                  |
| 9.               | Rubén Fernández  | Fundación-Orbea   | + 3' 33"         |                  |
| 10.              | Harm Vanhoucke   | Lotto-Soudal      | + 4' 12"         |                  |

| Pointkonkurrence | Pointkonkurrence | Pointkonkurrence       | Pointkonkurrence | Pointkonkurrence |
| Rytter           | Rytter           | Hold                   | Point            |                  |
| ---------------- | ---------------- | ---------------------- | ---------------- | ---------------- |
| 1.               | Jakob Fuglsang   | Astana                 | 100 point        |                  |
| 2.               | Dylan Teuns      | Bahrain McLaren        | 77 point         |                  |
| 3.               | Jack Haig        | Mitchelton-Scott       | 69 point         |                  |
| 4.               | Jon Izagirre     | Astana                 | 54 point         |                  |
| 5.               | Pello Bilbao     | Bahrain McLaren        | 54 point         |                  |
| 6.               | Mikel Landa      | Bahrain McLaren        | 48 point         |                  |
| 7.               | Brandon McNulty  | UAE Team Emirates      | 42 point         |                  |
| 8.               | Marc Soler       | Movistar Team          | 34 point         |                  |
| 9.               | Gonzalo Serrano  | Caja Rural-Seguros RGA | 25 point         |                  |
| 10.              | Juan José Lobato | Fundación-Orbea        | 20 point         |                  |

| Pointkonkurrence | Pointkonkurrence | Pointkonkurrence       | Pointkonkurrence | Pointkonkurrence |
| Rytter           | Rytter           | Hold                   | Point            |                  |
| ---------------- | ---------------- | ---------------------- | ---------------- | ---------------- |
| 1.               | Jakob Fuglsang   | Astana                 | 100 point        |                  |
| 2.               | Dylan Teuns      | Bahrain McLaren        | 77 point         |                  |
| 3.               | Jack Haig        | Mitchelton-Scott       | 69 point         |                  |
| 4.               | Jon Izagirre     | Astana                 | 54 point         |                  |
| 5.               | Pello Bilbao     | Bahrain McLaren        | 54 point         |                  |
| 6.               | Mikel Landa      | Bahrain McLaren        | 48 point         |                  |
| 7.               | Brandon McNulty  | UAE Team Emirates      | 42 point         |                  |
| 8.               | Marc Soler       | Movistar Team          | 34 point         |                  |
| 9.               | Gonzalo Serrano  | Caja Rural-Seguros RGA | 25 point         |                  |
| 10.              | Juan José Lobato | Fundación-Orbea        | 20 point         |                  |

| Bjergkonkurrence | Bjergkonkurrence   | Bjergkonkurrence       | Bjergkonkurrence | Bjergkonkurrence |
| Rytter           | Rytter             | Hold                   | Point            |                  |
| ---------------- | ------------------ | ---------------------- | ---------------- | ---------------- |
| 1.               | Floris De Tier     | Alpecin-Fenix          | 32 point         |                  |
| 2.               | Mikel Bizkarra     | Fundación-Orbea        | 20 point         |                  |
| 3.               | Jakob Fuglsang     | Astana                 | 16 point         |                  |
| 4.               | Jack Haig          | Mitchelton-Scott       | 16 point         |                  |
| 5.               | Mikel Landa        | Bahrain McLaren        | 16 point         |                  |
| 6.               | Maurits Lammertink | Circus-Wanty Gobert    | 10 point         |                  |
| 7.               | Carmelo Urbano     | Caja Rural-Seguros RGA | 9 point          |                  |
| 8.               | Enric Mas          | Movistar Team          | 9 point          |                  |
| 9.               | Lennard Hofstede   | Jumbo-Visma            | 8 point          |                  |
| 10.              | Jérôme Cousin      | Total Direct Énergie   | 6 point          |                  |

| Bjergkonkurrence | Bjergkonkurrence   | Bjergkonkurrence       | Bjergkonkurrence | Bjergkonkurrence |
| Rytter           | Rytter             | Hold                   | Point            |                  |
| ---------------- | ------------------ | ---------------------- | ---------------- | ---------------- |
| 1.               | Floris De Tier     | Alpecin-Fenix          | 32 point         |                  |
| 2.               | Mikel Bizkarra     | Fundación-Orbea        | 20 point         |                  |
| 3.               | Jakob Fuglsang     | Astana                 | 16 point         |                  |
| 4.               | Jack Haig          | Mitchelton-Scott       | 16 point         |                  |
| 5.               | Mikel Landa        | Bahrain McLaren        | 16 point         |                  |
| 6.               | Maurits Lammertink | Circus-Wanty Gobert    | 10 point         |                  |
| 7.               | Carmelo Urbano     | Caja Rural-Seguros RGA | 9 point          |                  |
| 8.               | Enric Mas          | Movistar Team          | 9 point          |                  |
| 9.               | Lennard Hofstede   | Jumbo-Visma            | 8 point          |                  |
| 10.              | Jérôme Cousin      | Total Direct Énergie   | 6 point          |                  |

| Holdkonkurrence | Holdkonkurrence        | Holdkonkurrence | Holdkonkurrence |
| Hold            | Hold                   | Tid             |                 |
| --------------- | ---------------------- | --------------- | --------------- |
| 1.              | Bahrain McLaren        | 53t 28' 13"     |                 |
| 2.              | Mitchelton-Scott       | + 4' 38"        |                 |
| 3.              | Astana                 | + 12' 18"       |                 |
| 4.              | Movistar Team          | + 15' 44"       |                 |
| 5.              | Euskaltel-Euskadi      | + 16' 54"       |                 |
| 6.              | UAE Team Emirates      | + 24' 52"       |                 |
| 7.              | Lotto Soudal           | + 29' 29"       |                 |
| 8.              | Jumbo-Visma            | + 31' 28"       |                 |
| 9.              | Equipo Kern Pharma     | + 36' 52"       |                 |
| 10.             | Caja Rural-Seguros RGA | + 39' 06"       |                 |

| Holdkonkurrence | Holdkonkurrence        | Holdkonkurrence | Holdkonkurrence |
| Hold            | Hold                   | Tid             |                 |
| --------------- | ---------------------- | --------------- | --------------- |
| 1.              | Bahrain McLaren        | 53t 28' 13"     |                 |
| 2.              | Mitchelton-Scott       | + 4' 38"        |                 |
| 3.              | Astana                 | + 12' 18"       |                 |
| 4.              | Movistar Team          | + 15' 44"       |                 |
| 5.              | Euskaltel-Euskadi      | + 16' 54"       |                 |
| 6.              | UAE Team Emirates      | + 24' 52"       |                 |
| 7.              | Lotto Soudal           | + 29' 29"       |                 |
| 8.              | Jumbo-Visma            | + 31' 28"       |                 |
| 9.              | Equipo Kern Pharma     | + 36' 52"       |                 |
| 10.             | Caja Rural-Seguros RGA | + 39' 06"       |                 |

## Startliste
| Astana AST | Astana AST            | Astana AST |
| ---------- | --------------------- | ---------- |
| Nr.        | Rytter                | Placering  |
| 1          | Jakob Fuglsang (DEN)  | 1.         |
| 2          | Jon Izagirre (ESP)    | 4.         |
| 3          | Dmitrij Gruzdev (KAZ) | 124.       |
| 4          | Hugo Houle (CAN)      | 84.        |
| 5          | Vadim Pronskij (KAZ)  | 30.        |
| 6          | Daniil Fominykh (KAZ) | DNS-1      |
| 7          | Nikita Stalnow (KAZ)  | 121.       |

| Jumbo-Visma TJV | Jumbo-Visma TJV          | Jumbo-Visma TJV |
| --------------- | ------------------------ | --------------- |
| Nr.             | Rytter                   | Placering       |
| 11              | Antwan Tolhoek (NED)     | 12.             |
| 12              | Chris Harper (AUS)       | 14.             |
| 13              | Lennard Hofstede (NED)   | 88.             |
| 14              | Taco van der Hoorn (NED) | 92.             |
| 15              | Paul Martens (GER)       | 54.             |
| 16              | Bert-Jan Lindeman (NED)  | 97.             |
| 17              | Tom Leezer (NED)         | DNS-5           |

| Mitchelton-Scott MTS | Mitchelton-Scott MTS      | Mitchelton-Scott MTS |
| -------------------- | ------------------------- | -------------------- |
| Nr.                  | Rytter                    | Placering            |
| 21                   | Jack Haig (AUS)           | 2.                   |
| 22                   | Mikel Nieve (ESP)         | 13.                  |
| 23                   | Edoardo Affini (ITA)      | 87.                  |
| 24                   | Alexander Edmondson (AUS) | 80.                  |
| 25                   | Brent Bookwalter (USA)    | 16.                  |
| 26                   | Andrej Zejts (KAZ)        | 11.                  |
| 27                   | Alexander Konysjev (ITA)  | 105.                 |

| Movistar Team MOV | Movistar Team MOV      | Movistar Team MOV |
| ----------------- | ---------------------- | ----------------- |
| Nr.               | Rytter                 | Placering         |
| 31                | Marc Soler (ESP)       | 8.                |
| 32                | Enric Mas (ESP)        | 20.               |
| 33                | Nelson Oliveira (POR)  | 64.               |
| 34                | Antonio Pedrero (ESP)  | 26.               |
| 35                | Jorge Arcas (ESP)      | 46.               |
| 36                | Jürgen Roelandts (BEL) | 101.              |
| 37                | Sebastián Mora (ESP)   | 111.              |

| Lotto-Soudal LTS | Lotto-Soudal LTS        | Lotto-Soudal LTS |
| ---------------- | ----------------------- | ---------------- |
| Nr.              | Rytter                  | Placering        |
| 41               | Tomasz Marczyński (POL) | 59.              |
| 42               | Sander Armée (BEL)      | 17.              |
| 43               | Matthew Holmes (GBR)    | 114.             |
| 44               | Kobe Goossens (BEL)     | 75.              |
| 45               | Stefano Oldani (ITA)    | 82.              |
| 46               | Harm Vanhoucke (BEL)    | 10.              |
| 47               | Brian van Goethem (NED) | 72.              |

| Bahrain McLaren TBM | Bahrain McLaren TBM   | Bahrain McLaren TBM |
| ------------------- | --------------------- | ------------------- |
| Nr.                 | Rytter                | Placering           |
| 51                  | Mikel Landa (ESP)     | 3.                  |
| 52                  | Pello Bilbao (ESP)    | 6.                  |
| 53                  | Mark Padun (UKR)      | 117.                |
| 54                  | Damiano Caruso (ITA)  | 29.                 |
| 55                  | Sonny Colbrelli (ITA) | 70.                 |
| 56                  | Matej Mohorič (SLO)   | 73.                 |
| 57                  | Dylan Teuns (BEL)     | 5.                  |

| AG2R La Mondiale ALM | AG2R La Mondiale ALM    | AG2R La Mondiale ALM |
| -------------------- | ----------------------- | -------------------- |
| Nr.                  | Rytter                  | Placering            |
| 61                   | Silvan Dillier (SUI)    | 18.                  |
| 62                   | Lawrence Naesen (BEL)   | 79.                  |
| 63                   | Alexis Gougeard (FRA)   | 91.                  |
| 64                   | Oliver Naesen (BEL)     | 32.                  |
| 65                   | Stijn Vandenbergh (BEL) | DNF-3                |
| 66                   | Clément Venturini (FRA) | 48.                  |

| UAE Team Emirates UAD | UAE Team Emirates UAD      | UAE Team Emirates UAD |
| --------------------- | -------------------------- | --------------------- |
| Nr.                   | Rytter                     | Placering             |
| 71                    | David de la Cruz (ESP)     | DNF-4                 |
| 72                    | Alessandro Covi (ITA)      | 51.                   |
| 73                    | Valerio Conti (ITA)        | 61.                   |
| 74                    | Brandon McNulty (USA)      | 7.                    |
| 75                    | Vegard Stake Laengen (NOR) | 76.                   |
| 76                    | Yousif Mirza (UAE)         | DNS-1                 |
| 77                    | Edward Ravasi (ITA)        | 24.                   |

| Circus-Wanty Gobert CWG | Circus-Wanty Gobert CWG  | Circus-Wanty Gobert CWG |
| ----------------------- | ------------------------ | ----------------------- |
| Nr.                     | Rytter                   | Placering               |
| 81                      | Jan Bakelants (BEL)      | 23.                     |
| 82                      | Loïc Vliegen (BEL)       | 71.                     |
| 83                      | Yoann Offredo (FRA)      | DNF-1                   |
| 84                      | Maurits Lammertink (NED) | 42.                     |
| 85                      | Andrea Pasqualon (ITA)   | 65.                     |
| 86                      | Jeremy Bellicaud (FRA)   | DNF-2                   |
| 87                      | Jasper De Plus (BEL)     | DNF-1                   |

| Total Direct Énergie TDE | Total Direct Énergie TDE | Total Direct Énergie TDE |
| ------------------------ | ------------------------ | ------------------------ |
| Nr.                      | Rytter                   | Placering                |
| 91                       | Niki Terpstra (NED)      | 107.                     |
| 92                       | Romain Sicard (FRA)      | 35.                      |
| 93                       | Julien Simon (FRA)       | 37.                      |
| 94                       | Jérôme Cousin (FRA)      | 118.                     |
| 95                       | Damien Gaudin (FRA)      | 123.                     |
| 96                       | Adrien Petit (FRA)       | 122.                     |
| 97                       | Dries Van Gestel (BEL)   | 77.                      |

| Caja Rural-Seguros RGA CJR | Caja Rural-Seguros RGA CJR     | Caja Rural-Seguros RGA CJR |
| -------------------------- | ------------------------------ | -------------------------- |
| Nr.                        | Rytter                         | Placering                  |
| 101                        | Carmelo Urbano (ESP)           | 127.                       |
| 102                        | Joel Nicolau (ESP)             | DNF-4                      |
| 103                        | Orluis Aular (VEN)             | 50.                        |
| 104                        | Álvaro Cuadros (ESP)           | 21.                        |
| 105                        | Gonzalo Serrano (ESP)          | 45.                        |
| 106                        | Sergio Martín (ESP)            | 89.                        |
| 107                        | Jefferson Alveiro Cepeda (ECU) | 44.                        |

| B&B Hotels-Vital Concept p/b KTM BVC | B&B Hotels-Vital Concept p/b KTM BVC | B&B Hotels-Vital Concept p/b KTM BVC |
| ------------------------------------ | ------------------------------------ | ------------------------------------ |
| Nr.                                  | Rytter                               | Placering                            |
| 111                                  | Bryan Coquard (FRA)                  | 94.                                  |
| 112                                  | Kris Boeckmans (BEL)                 | DNF-3                                |
| 113                                  | Jens Debusschere (BEL)               | 112.                                 |
| 114                                  | Julien Morice (FRA)                  | 125.                                 |
| 115                                  | Kévin Réza (FRA)                     | 120.                                 |
| 116                                  | Sebastian Schönberger (AUT)          | 28.                                  |
| 117                                  | Jonas Vangenechten (BEL)             | 126.                                 |

| Alpecin-Fenix AFC | Alpecin-Fenix AFC       | Alpecin-Fenix AFC |
| ----------------- | ----------------------- | ----------------- |
| Nr.               | Rytter                  | Placering         |
| 121               | Floris De Tier (BEL)    | 34.               |
| 122               | Petr Vakoč (CZE)        | 68.               |
| 123               | Jimmy Janssens (BEL)    | 39.               |
| 124               | Scott Thwaites (GBR)    | 90.               |
| 125               | Louis Vervaeke (BEL)    | 36.               |
| 126               | Philipp Walsleben (GER) | DNF-3             |
| 127               | Oscar Riesebeek (NED)   | 74.               |

| Fundación-Orbea FOR | Fundación-Orbea FOR    | Fundación-Orbea FOR |
| ------------------- | ---------------------- | ------------------- |
| Nr.                 | Rytter                 | Placering           |
| 131                 | Juan José Lobato (ESP) | 109.                |
| 132                 | Rubén Fernández (ESP)  | 9.                  |
| 133                 | Mikel Iturria (ESP)    | 53.                 |
| 134                 | Mikel Bizkarra (ESP)   | 15.                 |
| 135                 | Txomin Juaristi (ESP)  | 102.                |
| 136                 | Ibai Azurmendi (ESP)   | 52.                 |
| 137                 | Jokin Aranburu (ESP)   | 119.                |

| Arkéa-Samsic ARK | Arkéa-Samsic ARK         | Arkéa-Samsic ARK |
| ---------------- | ------------------------ | ---------------- |
| Nr.              | Rytter                   | Placering        |
| 141              | Christophe Noppe (BEL)   | 115.             |
| 142              | Thomas Boudat (FRA)      | 93.              |
| 143              | Thibault Guernalec (FRA) | 103.             |
| 144              | Benoît Jarrier (FRA)     | 98.              |
| 145              | Łukasz Owsian (POL)      | 56.              |
| 146              | Anthony Delaplace (FRA)  | 19.              |
| 147              | Florian Vachon (FRA)     | 99.              |

| Riwal Readynez RIW | Riwal Readynez RIW       | Riwal Readynez RIW |
| ------------------ | ------------------------ | ------------------ |
| Nr.                | Rytter                   | Placering          |
| 151                | Sondre Holst Enger (NOR) | 110.               |
| 152                | Kristian Aasvold (NOR)   | 33.                |
| 153                | Christoffer Lisson (DEN) | 83.                |
| 154                | Sindre Lunke (NOR)       | 66.                |
| 155                | Rasmus Quaade (DEN)      | DNF-1              |
| 156                | James Shaw (GBR)         | 49.                |
| 157                | Martijn Budding (NED)    | DNF-3              |

| Sport Vlaanderen-Baloise SVB | Sport Vlaanderen-Baloise SVB | Sport Vlaanderen-Baloise SVB |
| ---------------------------- | ---------------------------- | ---------------------------- |
| Nr.                          | Rytter                       | Placering                    |
| 161                          | Amaury Capiot (BEL)          | 100.                         |
| 162                          | Kevin Deltombe (BEL)         | 69.                          |
| 163                          | Edward Planckaert (BEL)      | 78.                          |
| 164                          | Thomas Sprengers (BEL)       | 27.                          |
| 165                          | Aaron Van Poucke (BEL)       | 38.                          |
| 166                          | Emiel Planckaert (BEL)       | 95.                          |
| 167                          | Jordi Warlop (BEL)           | 96.                          |

| Gazprom-RusVelo GAZ | Gazprom-RusVelo GAZ     | Gazprom-RusVelo GAZ |
| ------------------- | ----------------------- | ------------------- |
| Nr.                 | Rytter                  | Placering           |
| 171                 | Jevgenij Sjalunov (RUS) | HD-5                |
| 172                 | Marco Canola (ITA)      | DNF-3               |
| 173                 | Anton Kuzmin (KAZ)      | 116.                |
| 174                 | Simone Velasco (ITA)    | 55.                 |
| 175                 | Artjom Nytj (RUS)       | 58.                 |
| 176                 | Aleksej Rybalkin (RUS)  | 60.                 |
| 177                 | Denis Nekrasov (RUS)    | DNF-4               |

| Burgos-BH BBH | Burgos-BH BBH            | Burgos-BH BBH |
| ------------- | ------------------------ | ------------- |
| Nr.           | Rytter                   | Placering     |
| 181           | Jorge Cubero (ESP)       | 85.           |
| 182           | Pablo Guerrero (ESP)     | 62.           |
| 183           | Willie Smit (RSA)        | 86.           |
| 184           | Juan Felipe Osorio (COL) | 40.           |
| 185           | Diego Rubio (ESP)        | DNF-1         |
| 186           | Ángel Madrazo (ESP)      | 47.           |
| 187           | Óscar Cabedo (ESP)       | 54.           |

| Bingoal-Wallonie Bruxelles WVA | Bingoal-Wallonie Bruxelles WVA | Bingoal-Wallonie Bruxelles WVA |
| ------------------------------ | ------------------------------ | ------------------------------ |
| Nr.                            | Rytter                         | Placering                      |
| 191                            | Jelle Vanendert (BEL)          | 57.                            |
| 192                            | Eliot Lietaer (BEL)            | 43.                            |
| 193                            | Julien Mortier (BEL)           | 63.                            |
| 195                            | Ludovic Robeet (BEL)           | 104.                           |
| 196                            | Franklin Six (BEL)             | 113.                           |

| Equipo Kern Pharma EKP | Equipo Kern Pharma EKP | Equipo Kern Pharma EKP |
| ---------------------- | ---------------------- | ---------------------- |
| Nr.                    | Rytter                 | Placering              |
| 201                    | Jaime Castrillo (ESP)  | 25.                    |
| 202                    | Enrique Sanz (ESP)     | 108.                   |
| 203                    | Iván Moreno (ESP)      | 67.                    |
| 204                    | José Félix Parra (ESP) | 81.                    |
| 205                    | Urko Berrade (ESP)     | 41.                    |
| 206                    | Roger Adrià (ESP)      | 31.                    |
| 207                    | Jon Agirre (ESP)       | 106.                   |

| Astana AST | Astana AST            | Astana AST |
| ---------- | --------------------- | ---------- |
| Nr.        | Rytter                | Placering  |
| 1          | Jakob Fuglsang (DEN)  | 1.         |
| 2          | Jon Izagirre (ESP)    | 4.         |
| 3          | Dmitrij Gruzdev (KAZ) | 124.       |
| 4          | Hugo Houle (CAN)      | 84.        |
| 5          | Vadim Pronskij (KAZ)  | 30.        |
| 6          | Daniil Fominykh (KAZ) | DNS-1      |
| 7          | Nikita Stalnow (KAZ)  | 121.       |

| Jumbo-Visma TJV | Jumbo-Visma TJV          | Jumbo-Visma TJV |
| --------------- | ------------------------ | --------------- |
| Nr.             | Rytter                   | Placering       |
| 11              | Antwan Tolhoek (NED)     | 12.             |
| 12              | Chris Harper (AUS)       | 14.             |
| 13              | Lennard Hofstede (NED)   | 88.             |
| 14              | Taco van der Hoorn (NED) | 92.             |
| 15              | Paul Martens (GER)       | 54.             |
| 16              | Bert-Jan Lindeman (NED)  | 97.             |
| 17              | Tom Leezer (NED)         | DNS-5           |

| Mitchelton-Scott MTS | Mitchelton-Scott MTS      | Mitchelton-Scott MTS |
| -------------------- | ------------------------- | -------------------- |
| Nr.                  | Rytter                    | Placering            |
| 21                   | Jack Haig (AUS)           | 2.                   |
| 22                   | Mikel Nieve (ESP)         | 13.                  |
| 23                   | Edoardo Affini (ITA)      | 87.                  |
| 24                   | Alexander Edmondson (AUS) | 80.                  |
| 25                   | Brent Bookwalter (USA)    | 16.                  |
| 26                   | Andrej Zejts (KAZ)        | 11.                  |
| 27                   | Alexander Konysjev (ITA)  | 105.                 |

| Movistar Team MOV | Movistar Team MOV      | Movistar Team MOV |
| ----------------- | ---------------------- | ----------------- |
| Nr.               | Rytter                 | Placering         |
| 31                | Marc Soler (ESP)       | 8.                |
| 32                | Enric Mas (ESP)        | 20.               |
| 33                | Nelson Oliveira (POR)  | 64.               |
| 34                | Antonio Pedrero (ESP)  | 26.               |
| 35                | Jorge Arcas (ESP)      | 46.               |
| 36                | Jürgen Roelandts (BEL) | 101.              |
| 37                | Sebastián Mora (ESP)   | 111.              |

| Lotto-Soudal LTS | Lotto-Soudal LTS        | Lotto-Soudal LTS |
| ---------------- | ----------------------- | ---------------- |
| Nr.              | Rytter                  | Placering        |
| 41               | Tomasz Marczyński (POL) | 59.              |
| 42               | Sander Armée (BEL)      | 17.              |
| 43               | Matthew Holmes (GBR)    | 114.             |
| 44               | Kobe Goossens (BEL)     | 75.              |
| 45               | Stefano Oldani (ITA)    | 82.              |
| 46               | Harm Vanhoucke (BEL)    | 10.              |
| 47               | Brian van Goethem (NED) | 72.              |

| Bahrain McLaren TBM | Bahrain McLaren TBM   | Bahrain McLaren TBM |
| ------------------- | --------------------- | ------------------- |
| Nr.                 | Rytter                | Placering           |
| 51                  | Mikel Landa (ESP)     | 3.                  |
| 52                  | Pello Bilbao (ESP)    | 6.                  |
| 53                  | Mark Padun (UKR)      | 117.                |
| 54                  | Damiano Caruso (ITA)  | 29.                 |
| 55                  | Sonny Colbrelli (ITA) | 70.                 |
| 56                  | Matej Mohorič (SLO)   | 73.                 |
| 57                  | Dylan Teuns (BEL)     | 5.                  |

| AG2R La Mondiale ALM | AG2R La Mondiale ALM    | AG2R La Mondiale ALM |
| -------------------- | ----------------------- | -------------------- |
| Nr.                  | Rytter                  | Placering            |
| 61                   | Silvan Dillier (SUI)    | 18.                  |
| 62                   | Lawrence Naesen (BEL)   | 79.                  |
| 63                   | Alexis Gougeard (FRA)   | 91.                  |
| 64                   | Oliver Naesen (BEL)     | 32.                  |
| 65                   | Stijn Vandenbergh (BEL) | DNF-3                |
| 66                   | Clément Venturini (FRA) | 48.                  |

| UAE Team Emirates UAD | UAE Team Emirates UAD      | UAE Team Emirates UAD |
| --------------------- | -------------------------- | --------------------- |
| Nr.                   | Rytter                     | Placering             |
| 71                    | David de la Cruz (ESP)     | DNF-4                 |
| 72                    | Alessandro Covi (ITA)      | 51.                   |
| 73                    | Valerio Conti (ITA)        | 61.                   |
| 74                    | Brandon McNulty (USA)      | 7.                    |
| 75                    | Vegard Stake Laengen (NOR) | 76.                   |
| 76                    | Yousif Mirza (UAE)         | DNS-1                 |
| 77                    | Edward Ravasi (ITA)        | 24.                   |

| Circus-Wanty Gobert CWG | Circus-Wanty Gobert CWG  | Circus-Wanty Gobert CWG |
| ----------------------- | ------------------------ | ----------------------- |
| Nr.                     | Rytter                   | Placering               |
| 81                      | Jan Bakelants (BEL)      | 23.                     |
| 82                      | Loïc Vliegen (BEL)       | 71.                     |
| 83                      | Yoann Offredo (FRA)      | DNF-1                   |
| 84                      | Maurits Lammertink (NED) | 42.                     |
| 85                      | Andrea Pasqualon (ITA)   | 65.                     |
| 86                      | Jeremy Bellicaud (FRA)   | DNF-2                   |
| 87                      | Jasper De Plus (BEL)     | DNF-1                   |

| Total Direct Énergie TDE | Total Direct Énergie TDE | Total Direct Énergie TDE |
| ------------------------ | ------------------------ | ------------------------ |
| Nr.                      | Rytter                   | Placering                |
| 91                       | Niki Terpstra (NED)      | 107.                     |
| 92                       | Romain Sicard (FRA)      | 35.                      |
| 93                       | Julien Simon (FRA)       | 37.                      |
| 94                       | Jérôme Cousin (FRA)      | 118.                     |
| 95                       | Damien Gaudin (FRA)      | 123.                     |
| 96                       | Adrien Petit (FRA)       | 122.                     |
| 97                       | Dries Van Gestel (BEL)   | 77.                      |

| Caja Rural-Seguros RGA CJR | Caja Rural-Seguros RGA CJR     | Caja Rural-Seguros RGA CJR |
| -------------------------- | ------------------------------ | -------------------------- |
| Nr.                        | Rytter                         | Placering                  |
| 101                        | Carmelo Urbano (ESP)           | 127.                       |
| 102                        | Joel Nicolau (ESP)             | DNF-4                      |
| 103                        | Orluis Aular (VEN)             | 50.                        |
| 104                        | Álvaro Cuadros (ESP)           | 21.                        |
| 105                        | Gonzalo Serrano (ESP)          | 45.                        |
| 106                        | Sergio Martín (ESP)            | 89.                        |
| 107                        | Jefferson Alveiro Cepeda (ECU) | 44.                        |

| B&B Hotels-Vital Concept p/b KTM BVC | B&B Hotels-Vital Concept p/b KTM BVC | B&B Hotels-Vital Concept p/b KTM BVC |
| ------------------------------------ | ------------------------------------ | ------------------------------------ |
| Nr.                                  | Rytter                               | Placering                            |
| 111                                  | Bryan Coquard (FRA)                  | 94.                                  |
| 112                                  | Kris Boeckmans (BEL)                 | DNF-3                                |
| 113                                  | Jens Debusschere (BEL)               | 112.                                 |
| 114                                  | Julien Morice (FRA)                  | 125.                                 |
| 115                                  | Kévin Réza (FRA)                     | 120.                                 |
| 116                                  | Sebastian Schönberger (AUT)          | 28.                                  |
| 117                                  | Jonas Vangenechten (BEL)             | 126.                                 |

| Alpecin-Fenix AFC | Alpecin-Fenix AFC       | Alpecin-Fenix AFC |
| ----------------- | ----------------------- | ----------------- |
| Nr.               | Rytter                  | Placering         |
| 121               | Floris De Tier (BEL)    | 34.               |
| 122               | Petr Vakoč (CZE)        | 68.               |
| 123               | Jimmy Janssens (BEL)    | 39.               |
| 124               | Scott Thwaites (GBR)    | 90.               |
| 125               | Louis Vervaeke (BEL)    | 36.               |
| 126               | Philipp Walsleben (GER) | DNF-3             |
| 127               | Oscar Riesebeek (NED)   | 74.               |

| Fundación-Orbea FOR | Fundación-Orbea FOR    | Fundación-Orbea FOR |
| ------------------- | ---------------------- | ------------------- |
| Nr.                 | Rytter                 | Placering           |
| 131                 | Juan José Lobato (ESP) | 109.                |
| 132                 | Rubén Fernández (ESP)  | 9.                  |
| 133                 | Mikel Iturria (ESP)    | 53.                 |
| 134                 | Mikel Bizkarra (ESP)   | 15.                 |
| 135                 | Txomin Juaristi (ESP)  | 102.                |
| 136                 | Ibai Azurmendi (ESP)   | 52.                 |
| 137                 | Jokin Aranburu (ESP)   | 119.                |

| Arkéa-Samsic ARK | Arkéa-Samsic ARK         | Arkéa-Samsic ARK |
| ---------------- | ------------------------ | ---------------- |
| Nr.              | Rytter                   | Placering        |
| 141              | Christophe Noppe (BEL)   | 115.             |
| 142              | Thomas Boudat (FRA)      | 93.              |
| 143              | Thibault Guernalec (FRA) | 103.             |
| 144              | Benoît Jarrier (FRA)     | 98.              |
| 145              | Łukasz Owsian (POL)      | 56.              |
| 146              | Anthony Delaplace (FRA)  | 19.              |
| 147              | Florian Vachon (FRA)     | 99.              |

| Riwal Readynez RIW | Riwal Readynez RIW       | Riwal Readynez RIW |
| ------------------ | ------------------------ | ------------------ |
| Nr.                | Rytter                   | Placering          |
| 151                | Sondre Holst Enger (NOR) | 110.               |
| 152                | Kristian Aasvold (NOR)   | 33.                |
| 153                | Christoffer Lisson (DEN) | 83.                |
| 154                | Sindre Lunke (NOR)       | 66.                |
| 155                | Rasmus Quaade (DEN)      | DNF-1              |
| 156                | James Shaw (GBR)         | 49.                |
| 157                | Martijn Budding (NED)    | DNF-3              |

| Sport Vlaanderen-Baloise SVB | Sport Vlaanderen-Baloise SVB | Sport Vlaanderen-Baloise SVB |
| ---------------------------- | ---------------------------- | ---------------------------- |
| Nr.                          | Rytter                       | Placering                    |
| 161                          | Amaury Capiot (BEL)          | 100.                         |
| 162                          | Kevin Deltombe (BEL)         | 69.                          |
| 163                          | Edward Planckaert (BEL)      | 78.                          |
| 164                          | Thomas Sprengers (BEL)       | 27.                          |
| 165                          | Aaron Van Poucke (BEL)       | 38.                          |
| 166                          | Emiel Planckaert (BEL)       | 95.                          |
| 167                          | Jordi Warlop (BEL)           | 96.                          |

| Gazprom-RusVelo GAZ | Gazprom-RusVelo GAZ     | Gazprom-RusVelo GAZ |
| ------------------- | ----------------------- | ------------------- |
| Nr.                 | Rytter                  | Placering           |
| 171                 | Jevgenij Sjalunov (RUS) | HD-5                |
| 172                 | Marco Canola (ITA)      | DNF-3               |
| 173                 | Anton Kuzmin (KAZ)      | 116.                |
| 174                 | Simone Velasco (ITA)    | 55.                 |
| 175                 | Artjom Nytj (RUS)       | 58.                 |
| 176                 | Aleksej Rybalkin (RUS)  | 60.                 |
| 177                 | Denis Nekrasov (RUS)    | DNF-4               |

| Burgos-BH BBH | Burgos-BH BBH            | Burgos-BH BBH |
| ------------- | ------------------------ | ------------- |
| Nr.           | Rytter                   | Placering     |
| 181           | Jorge Cubero (ESP)       | 85.           |
| 182           | Pablo Guerrero (ESP)     | 62.           |
| 183           | Willie Smit (RSA)        | 86.           |
| 184           | Juan Felipe Osorio (COL) | 40.           |
| 185           | Diego Rubio (ESP)        | DNF-1         |
| 186           | Ángel Madrazo (ESP)      | 47.           |
| 187           | Óscar Cabedo (ESP)       | 54.           |

| Bingoal-Wallonie Bruxelles WVA | Bingoal-Wallonie Bruxelles WVA | Bingoal-Wallonie Bruxelles WVA |
| ------------------------------ | ------------------------------ | ------------------------------ |
| Nr.                            | Rytter                         | Placering                      |
| 191                            | Jelle Vanendert (BEL)          | 57.                            |
| 192                            | Eliot Lietaer (BEL)            | 43.                            |
| 193                            | Julien Mortier (BEL)           | 63.                            |
| 195                            | Ludovic Robeet (BEL)           | 104.                           |
| 196                            | Franklin Six (BEL)             | 113.                           |

| Equipo Kern Pharma EKP | Equipo Kern Pharma EKP | Equipo Kern Pharma EKP |
| ---------------------- | ---------------------- | ---------------------- |
| Nr.                    | Rytter                 | Placering              |
| 201                    | Jaime Castrillo (ESP)  | 25.                    |
| 202                    | Enrique Sanz (ESP)     | 108.                   |
| 203                    | Iván Moreno (ESP)      | 67.                    |
| 204                    | José Félix Parra (ESP) | 81.                    |
| 205                    | Urko Berrade (ESP)     | 41.                    |
| 206                    | Roger Adrià (ESP)      | 31.                    |
| 207                    | Jon Agirre (ESP)       | 106.                   |